# Colijnsplaat Corona
La Colijnsplaat Corona è una struttura geologica della superficie di Venere.